# Lisa Menna
Lisa Menna (23 de julio de 1964) es una maga, payasa y activista por los derechos humanos estadounidense. Considerada la maga más influyente del siglo XX por el Servicio Mundial de la BBC. Fue la primera mujer en dar conferencias y actuar en la Federación Internacional de Sociedades Mágicas (FISM) y la única mujer que ha sido invitada a actuar en todos los teatros del The Magic Castle de Hollywood.

## Trayectoria
A los 12 años comenzó su carrera como maga en Humble, actuando como payasa con una rutina regular de cinco trucos en fiestas de cumpleaños, bajo el nombre de «Lisa Lollipop, the clown». Más tarde, empezó a estudiar seriamente magia en los libros para mejorar sus trucos y a los 15 años el trabajo de maga le proporcionaba dinero para pagarse la universidad, se licenció en Ciencias en Psicología de la Universidad Metodista del Sur en 1986.  
Con 19 años trabajaba en ferias comerciales, donde usaba la magia como argumento de ventas para los clientes.  En 2001, alcanzó notoriedad y éxito cuando The Wall Street Journal informó de que había conseguido diez veces más clientes potenciales que la media de los expositores de ferias comerciales y se la empezó a conocer como "la niña mimada de las puntocom", porque trabajó para empresas como Apple e Intel. En esta etapa fue galardonada con el título de «Mejor maga corporativa del mundo» en un evento realizado con otros 26 magos.
Se le prohibió aprender magia en los Círculos de Fakires del Círculo Mágico y en el Campamento Mágico de Tannen porque era mujer. Sin embargo, fue la primera mujer en dar conferencias y actuar en el Federación Internacional de Sociedades Mágicas (FISM), en 1988 en La Haya y en 1997 en Dresde. Es la única mujer que ha sido invitada a actuar en todos los teatros del The Magic Castle de Hollywood.
En 1990 fue invitada a actuar en la serie de televisión The Best of Magic, en 1992 apareció en el Chantatachán de Juan Tamariz y en 1995 en la de misterio sueca Magiskt.
In 2011, fundó Cause to Wonder, una organización sin ánimo de lucro que utiliza espectáculos de magia para despertar la curiosidad, estimular el debate, promover el cambio social y los derechos humanos, así como educar sobre la violencia contra las mujeres. Su método es pedir a la audiencia durante sus espectáculos que repita frases como «Ayudar a las mujeres trae buena suerte» o «Un lago limpio es un lago feliz», mientras realiza trucos de magia. Sus programas se han llevado a cabo en Mozambique, Papúa Nueva Guinea, Etiopía, las Islas Vírgenes de los Estados Unidos, Sicilia, Malta o la India.
En Mozambique, creó el «espectáculo de la caca», para animar a las personas a utilizar baños secos ecológicos y mantener las aguas residuales y los contaminantes fuera del río, usando las palabras mágicas «Un lago limpio es un lago feliz». Un estudio que se realizó dieciocho meses después de este espectáculo, encontró una retención del 104% de la frase «Un lago limpio es un lago feliz», una evidencia de que el método tuvo éxito y de que las ideas de cambio social se extendían más allá del público asistente. Por otro lado, en las Islas Vírgenes, para su espectáculo para estudiantes sobre la violencia de bandas, incluyó a un exmiembro y víctima (Edward «Mr. Eddie» Hawkins) que se había unido a una banda con 13 años y había perdido la mitad inferior de su cuerpo al recibir 13 disparos.
Tuvo la oportunidad de dar una sesión informativa para el Alto Comisionado de Derechos Humanos en las Naciones Unidas centrada en su trabajo con Cause to Wonder y el uso de la curiosidad para compartir mensajes sobre los derechos humanos de las mujeres. En 2019, actuó para el centenario de la Organización Internacional del Trabajo en Ginebra en el Día Internacional de la Mujer.
Sus trucos de magia de cerca más conocidos son High Heel Card Stab, en el que encuentra una carta firmada doblada en su zapato y, la rutina que termina con la carta del espectador plantada en el tacón de su zapato.